# Simone Koot
Simone Koot (Utrecht, 12 de novembro de 1980) é uma jogadora de polo aquático holandesa, campeã olímpica.

## Carreira
Simone Koot fez parte do elenco medalha de ouro de Pequim 2008.